# Гайдуков, Андрей Николаевич
Николай Андреевич Гайдуков (13 декабря 1916, село Новоживотов, Липовецкий уезд, Киевская губерния, Российская империя — 3 октября 2003, Евпатория, Автономная Республика Крым, Украина) — директор Ишимского совхоза Октябрьского района Северо-Казахстанской области, Казахская ССР. Герой Социалистического Труда (1957).

## Биография
Родился в 1916 году в крестьянской семье в селе Новоживотов Липовецкого уезда (сегодня — Оратовский район Винницкой области). В 1938 году окончил Ставропольский зоотехнический институт, после которого работал в сельском хозяйстве. С 1941 году участвовал в Великой Отечественной войне. Служил в Военно-воздушных силах. После демобилизации в 1945 году трудился зоотехником на Украине, в Грозненской области, мараловодческого совхоза в Алтайском крае. В начале 1950-х годов назначен директором совхоза имени С. М. Кирова Первомайского района Крымской области.
14 апреля 1954 года назначен директором нового Ишимского совхоза Октябрьского района Северо-Казахстанской области. За короткий срок труженики совхоза освоили 27 тысяч гектаров целинных и залежных земель. В 1956 году совхоз получил в среднем с каждого гектара по 16 центнеров зерновых и сдал государству более двух миллионов пудов пшеницы. Указом Президиума Верховного Совета СССР от 11 января 1957 года удостоен звания Героя Социалистического Труда за «особо выдающиеся успехи, достигнутые в работе по освоению целинных и залежных земель, и получение высокого урожая» с вручением ордена Ленина и золотой медали «Серп и Молот» (№ 7235).
В 1958 году возвратился в Крымскую область, где возглавлял совхоз «Межводное» Черноморского района с усадьбой в одноимённом селе. За короткий срок вывел совхоз в число передовых сельскохозяйственный предприятий Крымской области. В совхозе было 16 тысяч 470 гектаров сельскохозяйственных угодьев, яблоневый сад и виноградники. Насчитывалось около 30 тысяч овец. В селе были построены новые здания детского сада, Дома культуры и школы.
С 1977 года находился в командировке в Монголии, где был консультантом директора первого в стране племенного овцеводческого совхоза по разведению тонкорунной овцы забайкальской породы «Эрэнцав» Восточного аймака. В марте 1979 года возвратился в село Межводное, где трудился заместителем директора совхоза до выхода на пенсию в 1981 году.
Проживал в Евпатории, где скончался в октябре 2003 года.
Награды
- Герой Социалистического Труда
- Орден Ленина
- Орден «Знак Почёта» (08.04.1971)
- Медаль «За освоение целинных земель»